# Irina Baeva
Irina Vitalevna Baeva (Oroszország, 1992. október 25. –), orosz színésznő, modell.

## Életrajza
Általános és középiskolai tanulmányait Moszkvában, Oroszországban végezte. Spanyolul tanult, miközben mexikói telenovellákat nézett.  Újságírást és közkapcsolatokat is tanult a Moszkvai Állami Egyetemen, de otthagyta tanulmányait, és Mexikóvárosba költözött.

## Karrier
2012-ben Baeva Mexikóvárosba költözött, hogy színészetet tanuljon a Televisa Centro de Educación Artísticában. Debütálása a kis képernyőn az volt, amikor "Katia"-t játszotta a Fiorella című telenovellában , ahol többek között Livia Britoval és José Ronnal is megosztotta a szerepét. 2015-ben szerepelt a José Alberto Castro producere által készített Szeretned kell! című telenovellában, ahol "Danielát" alakította, amiért jelölést kapott a TVyNovelas-díjra a legjobb női megnyilatkozás kategóriában. Szélesebb hírnévre tett szert a mexikói televízióban, főleg telenovellákban. A következő évben a Mámoros szerelem című telenovella főszereplőjévé választották, Gabriel Soto mellett volt látható főszerepben. 2018-ban a "La Jugada del Mundial" mexikói sportprogram házigazdája volt.

## Filmográfia

### Televízió
| Év        | Cím                                        | Szerepnév                | Szerep         | Magyarhang         | TV stúdió |
| --------- | ------------------------------------------ | ------------------------ | -------------- | ------------------ | --------- |
| 2024      | La historia de Juana                       | Paula Fuenmayor          | fő-Antagonista |                    | Televisa  |
| 2023–2024 | Nadie como tú                              | Romina Ortuño Vieri      | fő-Antagonista |                    | Televisa  |
| 2022      | Válaszutak Amor dividido                   | Debra Puig               | főszereplő     | Nemes Takách Kata  | Televisa  |
| 2019–2020 | Derült égből apa Soltero con hijas         | Masha Simonova           | fő-Antagonista | Nemes Takách Kata  | Televisa  |
| 2019      | El Dragon                                  | Jimena Ortiz             | főszereplő     | -                  | Televisa  |
| 2017–2018 | Me declaro culpable                        | Natalia Urzúa            | főszereplő     | -                  | Televisa  |
| 2016–2017 | Mámoros szerelem Vino el amor              | Luciana Muñoz Estrada    | főszereplő     | Bogdányi Titanilla | Televisa  |
| 2015–2016 | Szeretned kell! Pasión y porder            | Daniela Montenegro Pérez | mellékszereplő | Vágó Bernadett     | Televisa  |
| 2014–2015 | Fiorella Muchacha italiana viene a casarse | Katia Ruiz               | mellékszereplő | Kardos Eszter      | Televisa  |